# Kasara Budruk
Kasara Budruk è una suddivisione dell'India, classificata come census town, di 15.192 abitanti, situata nel distretto di Thane, nello stato federato del Maharashtra. In base al numero di abitanti la città rientra nella classe IV (da 10.000 a 19.999 persone).

## Geografia fisica
La città è situata a 19° 37' 60 N e 73° 28' 60 E e ha un'altitudine di 279 m s.l.m..

## Società

### Evoluzione demografica
Al censimento del 2001 la popolazione di Kasara Budruk assommava a 15.192 persone, delle quali 7.815 maschi e 7.377 femmine. I bambini di età inferiore o uguale ai sei anni assommavano a 2.250, dei quali 1.164 maschi e 1.086 femmine. Infine, coloro che erano in grado di saper almeno leggere e scrivere erano 9.527, dei quali 5.706 maschi e 3.821 femmine.